# Xingcheng, Hunan
Xingcheng (kinesiska: 星城, 星城镇) är en köping i Kina. Den ligger i provinsen Hunan, i den södra delen av landet, omkring 18 kilometer nordväst om provinshuvudstaden Changsha. Antalet invånare är 46932. Befolkningen består av 23 015 kvinnor och 23 917 män. Barn under 15 år utgör 15,0 %, vuxna 15-64 år 75 %, och äldre över 65 år 8,0 %.
Genomsnittlig årsnederbörd är 1 710 millimeter. Den regnigaste månaden är maj, med i genomsnitt 305 mm nederbörd, och den torraste är oktober, med 46 mm nederbörd.